# Henrique Calapez da Silva Martins
Henrique Calapez da Silva Martins ComA (Silves, 6 de março de 1918 – 2 de outubro de 2010) foi um militar e político português, membro da Legião Portuguesa e comprometido com o Estado Novo, conhecido por em 1961 ter dominado "sozinho" a Revolta de Beja.

## A Revolta de Beja
Na noite de passagem de ano de 1961 para 1962, um grupo de militares comandados por João Varela Gomes e acompanhados por dezenas de civis avança para Beja com o objetivo de tomar de assalto o quartel do Regimento de Infantaria n.º 3. O assalto que Varela Gomes e Manuel Serra dirigiram tinha na preparação e na retaguarda Humberto Delgado, que tinha entrado em Portugal, clandestinamente.
Por volta das 2h15m da madrugada, ao comando de Varela Gomes, cerca de 50 homens e uma mulher entram no Quartel de Beja. Contam com a conivência de três oficiais no interior do quartel, que lhes abrem as portas, anulando-se de seguida os sentinelas e trancando-se demais defensores nas casernas. Dirigem-se então alguns homens ao quarto do 2º Comandante Henrique Calapez da Silva Martins, que estava de sobreaviso devido a rumores antecipatórios sobre o golpe, e assim fardado na cama. Ter-se-ão tentado passar por Rocha, sargento da guarda imobilizado pelos revoltosos. Rocha teria um sotaque marcado alentejano que Varela Gomes, lisboeta, falhou em replicar. Assim que Henrique Calapez Martins abriu a porta do quarto é alvejado no tórax. Ripostando quase em simultâneo com a sua pistola-metralhadora m/915 ‘Savage’, atinge Varela Gomes no baço. Calapez escapa do quarto e percorre o quartel em senda de uma saída. Seguem-se trocas de tiros, durante cerca de uma hora, até que o Major Henrique Calapez consegue sair e fazer rumo ao posto da Guarda Nacional Republicana (GNR). 
Informa e intima a GNR a agir, mas o comandante hesita; incerto da força atacante, tenta antes obter reforços. Quando se fez dia, os fiéis ao regime avançam sobre os revoltosos e retomam o controlo do quartel, prendendo os insurrectos que ainda no local se encontravam.
A cerca das 6h30m, sob a chuva torrencial, Jaime Filipe da Fonseca é um de dois homens à paisana que se aproximam a pé da porta do quartel. O vulto de da Fonseca é então atingido por "fogo amigo" dos nervosos sitiantes, a partir de uma torre, vindo o Tenente-Coronel de Cavalaria e Subsecretário de Estado do Exército a sucumbir aos ferimentos.
Do lado dos revoltosos, morrem David Abreu e António Vilar às mãos de Calapez, sendo ainda ferido Raul Zagalo, a par do já mencionado Varela Gomes, que viria a ser operado no Hospital de Beja, sob sigilo do Estado.
O regime irá criar várias cerimónias de celebração à derrota da intentona, nas quais Calapez é frequentemente celebrado pela sua "valentia algarvia". A 19 de setembro de 1973, o então Coronel de Infantaria foi agraciado com o grau de Comendador da Ordem Militar de Avis, durante o período de Marcello Caetano.
Mais tarde, em 1987, por ocasião da Presidência Aberta ‘Alentejo verde’, Mário Soares, à chegada a Beja, diria: "se não fosse um tal de major Calapez, o 25 de Abril teria sido 15 anos antes".

## Demais carreira
Foi um funcionário comprometido com o Estado Novo com carreira política e militar:
- Adjunto da Delegação Provincial do Baixo Alentejo da Legião Portuguesa;
- Director do Centro de Milícia da Legião Portuguesa de Beja;
- Comandante Distrital da Legião Portuguesa de Beja;
- Adjunto da Defesa Civil do Território do Distrito de Beja, como 2º Comandante do Regimento de Infantaria n.º 3 (1960);
- Delegado da Comissão de Censura em Beja;
- Comandou o Batalhão de Caçadores 505 em Angola (1963-65);
- Comandante militar em Cabo Verde (1967-69);
- Presidente do Supremo Tribunal Militar na Guiné (1969-70);
- Director do Distrito de Recrutamento e Mobilização (DRM) de Beja (1970 - 1973);
- Deputado na Assembleia Nacional (1973-74)[nota 9].

Como militar, fez também parte da força internacional que re-estabeleceu a soberania portuguesa em Timor português em 1945, findando a invasão japonesa.

### Participação na Assembleia Nacional
Como deputado, faz o seu primeiro uso da palavra a 29 de janeiro de 1974, como auto-intitulado "homem independente no pensar e agir" (mas possivelmente coordenando discussão com Morais Barbosa. Intervém também Casal-Ribeiro, cumprimentando o seu papel na "jugulação de uma dessas tentativas subversivas e revolucionárias" em Beja, anos antes). Pronuncia-se Calapez para denunciar o "terrorismo", começando pela África portuguesa, mencionando, entre outros ataques em Moçambique, o "Massacre do Nhacambo", ataque a aldeia no qual a FRELIMO fez 17 mortos e 31 feridos; na província ultramarina que Calapez declara de outro modo um dos palcos portugueses "de amizade multirracial". 
Ademais, intervém contra o "terrorismo" "indiscriminado e selectivo" no "mundo civilizado", denunciando a actividade da Ação Revolucionária Armada, da Liga de Unidade e Ação Revolucionária e das Brigadas Revolucionárias, que declara "feras humanas". Ignorando as limitações impostas pelo próprio Estado Novo à liberdade política, declara que é "lícito lutar por um ideal" "como homens civilizados, usando as armas da razão, pela palavra e respeito das convicções alheias", com "maturidade" "cívica". Assim, pede também para se reconsiderar "o pioneiro" passo da abolição da pena de morte, por forma a retirar "as disposições legais que os tratam [aos "terroristas"] como seres humanos".

## Vida Pessoal
Um de oito filhos de Maria Aurora Glória da Silva Callapez e Henrique Augusto Martinho da Silva e Costa Martins, que se haviam estabelecido em 1901 em Silves. 
O pai, natural de Santarém, foi presidente e vice-presidente da Câmara Municipal de Silves. Membro do Partido Republicano, "democrata convicto", mais tarde aderindo ao Partido Democrático. Funcionário do Registo Civil, Henrique Martins fundou o semanário republicano Alma Algarvia, existente entre 1911 e 1917. Mais tarde, viria a dirigir ainda uma papelaria e a tipografia "Artística do Algarve". Nesta última, imprimia também o jornal Voz do Sul - Semanário Regionalista Republicano. O jornal foi diversas vezes suspenso e, a par da sua livraria, várias vezes sujeitos a buscas e apreensões pela PIDE, como aconteceu em resposta à Greve Geral Revolucionária de 18 de Janeiro de 1934. Figura incómoda para o Estado Novo, integrou o Movimento de Unidade Democrática, apoiando as candidaturas dos oposicionistas Norton de Matos, de Arlindo Vicente e de Humberto Delgado. Encarado como um dos principais oposicionistas de Silves foi, com a sua família, alvo de forte vigilância pela polícia política afeta ao Estado Novo, regime do qual Henrique filho, após completar o curso na Escola do Exército e ingressar na carreira militar, viria a fazer parte.
Henrique Calapez casou-se com Delfina Neves em meados de Abril de 1950.
À morte de seu pai, em 25 de Maio de 1959, Henrique Callapez Martins geriu a "Tipografia Artística do Algarve", dirigindo o jornal Voz do Sul então o seu irmão José Júlio da Silva Martins. O jornal perderia a partir de aí o seu carácter ideológico republicano, a despeito de anterior oposicionismo ao regime de José Júlio. Ganha gradualmente, até, certa condescendência política com o regime, potenciada pelo anti-comunismo de José Júlio e da pressão do Estado (e presumivelmente, do próprio Henrique), o que levaria José Júlio e empresa a uma difícil situação financeira, alienando o público republicano silvense do jornal apesar de tampouco cair nas boas mercês do regime.

### Depois do 25 de Abril
Durante o Processo Revolucionário Em Curso (PREC), Henrique Calapez Martins, então Coronel na reserva, foi preso no contexto securitário resultante da Intentona de 11 de Março. A prisão ocorreu a mando de Rosa Coutinho, não se conhecendo culpa formada ou associação aos spinolistas autores do golpe. A 24 de abril de 1975, o próprio Rosa Coutinho admite em despacho que não há "indícios" da sua "participação nos acontecimentos do 28 de Setembro ou do 11 de Março", "não há justificação para continuar detido, a não ser razões de natureza política." Ainda assim, posterga a sua libertação para o dia após o 1 de Maio, adivinhando-se turbulento o dia do trabalhador.